# Adolphe Engers
Adolphe Engers (född 20 juni 1884 i Gulpen, Limburg, Nederländerna, död 8 december 1945 i Zuid-Holland, Nederländerna) var en holländsk-tysk skådespelare.

## Filmografi (urval)
- 1924 - Storhertigens finanser